# Zona Metropolitana de La Laguna
Zona Metropolitana de La Laguna är ett storstadsområde i Mexiko i den västra delen av delstaten Coahuila, vid gränsen mot Durango, och är belägen längs floden Río Nazas. Det hade 1 283 072 invånare 2013, på en yta av 5 079 km². Området består av kommunerna Torreón och Matamoros i Coahuila, samt Gómez Palacio och Lerdo i delstaten Durango.